# Klösterle
Klösterle é um município da Áustria, situado no distrito de Bludenz, na estado de Vorarlberg. Tem 62,24 km² de área e sua população em 2019 foi estimada em 676 habitantes.